# Étienne N'Gounio
Étienne Ngounio, est un homme politique centrafricain, né le 19 octobre 1920 à Kembé (Oubangui-Chari), mort le 5 août 1985 à Bangui, il est maire de Bangui de 1959 à 1962. 

## Politique
Instituteur de l’enseignement privé, il est élu sénateur de l’Oubangui-Chari le 8 juin 1958, le 1er mai 1959, il est élu sénateur de la Communauté par l'Assemblée législative de la République centrafricaine. En juin 1959, il succède à Barthélemy Boganda, comme maire de Bangui, et à la présidence du MESAN. Il est écarté du parti après le coup d’État de David Dacko en 1960. 